# Ahmad Subagja Baasith
Ahmad Subagja Baasith (sinh ngày 15 tháng 6 năm 1995) là một cầu thủ bóng đá người Indonesia hiện tại thi đấu cho Persela Lamongan ở Liga 1.

## Sự nghiệp

### Persib Bandung
Anh có màn ra mắt ở Liga 1 ngày 22 tháng 4 năm 2017 trước PS TNI.